# Transistor Schottky

Estructura lateral del transistor Schottky.

Símbol electrònic del transistor Schottky.

Un transistor Schottky és una combinació d'un transistor i un díode Schottky que evita que el transistor es saturi desviant el corrent d'entrada excessiu. També s'anomena transistor amb pinça Schottky.
La lògica transistor-transistor estàndard (TTL) utilitza transistors com a interruptors saturats. Un transistor saturat està encès dur, la qual cosa significa que té molta més unitat base del que necessita per al corrent del col·lector que està dibuixant. La unitat de base addicional crea una càrrega emmagatzemada a la base del transistor. La càrrega emmagatzemada provoca problemes quan el transistor s'ha d'encendre a apagar: mentre la càrrega està present, el transistor està encès; tota la càrrega s'ha de treure abans que el transistor s'apagui. L'eliminació de la càrrega requereix temps (anomenat temps d'emmagatzematge), de manera que el resultat de la saturació és un retard entre l'entrada d'apagada aplicada a la base i la variació de tensió al col·lector. El temps d'emmagatzematge representa una part important del retard de propagació a la família lògica TTL original.

Circuit intern efectiu compost per díode Schottky i transistor d'unió bipolar.

El temps d'emmagatzematge es pot eliminar i el retard de propagació es pot reduir evitant que els transistors de commutació es saturin. Els transistors Schottky eviten la saturació i la càrrega base emmagatzemada. Un transistor Schottky col·loca un díode Schottky entre la base i el col·lector del transistor. A mesura que el transistor s'acosta a la saturació, el díode Schottky condueix i deriva qualsevol unitat de base en excés cap al col·lector. (Aquesta tècnica per evitar la saturació s'utilitza a la pinça Baker de 1956.) Els transistors resultants, que no es saturen, són transistors Schottky. Les famílies lògiques de Schottky TTL (com S i LS) utilitzen transistors Schottky en llocs crítics.
Quan es polaritza cap endavant, la caiguda de tensió d'un díode Schottky és molt menor que la d'un díode de silici estàndard, 0,25 V enfront de 0,6 V. En un transistor saturat estàndard, la tensió de base a col·lector és de 0,6 V. En un transistor Schottky, el díode Schottky es desvia. corrent de la base al col·lector abans que el transistor entri en saturació.